# Oakman (Alabama)
Oakman é uma cidade  localizada no estado americano de Alabama, no Condado de Walker.

## Demografia
Segundo o censo americano de 2000, a sua população era de 944 habitantes.
Em 2006, foi estimada uma população de 944, um aumento de 0 (0.0%).

## Geografia
De acordo com o United States Census Bureau, a localidade tem uma área de 8,1 km², sem área coberta por água. Oakman localiza-se a aproximadamente 104 m acima do nível do mar.

## Localidades na vizinhança
O diagrama seguinte representa as localidades num raio de 32 km ao redor de Oakman.